# Droszew
Droszew – wieś w Polsce położona w województwie wielkopolskim, w powiecie ostrowskim, w gminie Nowe Skalmierzyce, nad Trzemną, w Kaliskiem, ok. 7 km od Nowych Skalmierzyc, ok. 11 km od Kalisza.
Częścią Droszewa jest Pawłów. Dwa przysiółki wsi to Eliżanki i Zabory.

## Części wsi
| SIMC    | Nazwa    | Rodzaj     |
| ------- | -------- | ---------- |
| 0204518 | Eliżanki | przysiółek |
| 0204501 | Pawłów   | część wsi  |
| 0204524 | Zabory   | przysiółek |

## Przynależność administracyjna
Miejscowość przynależała administracyjnie przed rokiem 1932 do powiatu pleszewskiego, w latach 1932–1934 do powiatu jarocińskiego, w latach 1975–1998 do województwa kaliskiego, a w latach 1934–1975 i od 1999 do powiatu ostrowskiego.

## Historia
Znany od 1402 roku jako wieś rycerska. Gniazdo rodowe Droszewskich herbu Wczele. Kościół pw. Wszystkich Świętych istniał w Droszewie przed 1449 rokiem. Obecny drewniany kościół wzniesiono przy końcu XVIII w. z fundacji dziedzica wsi Teodora Koseckiego.  
Według Słownika geograficznego Królestwa Polskiego z 1881 roku w Droszewie było 17 domów i 241 mieszkańców. 

## Zabytki
Obiekty wpisane do rejestru zabytków nieruchomych województwa wielkopolskiego:
- kościół parafialny pw. Wszystkich Świętych, drewniany konstrukcji zrębowej z dachem gontowym wybudowany w latach 1783–1787, przebudowywany pod koniec XIX wieku i w 1951 roku[7]. 
  - wyposażenie wnętrza głównie z XVIII wieku[11].
  - ołtarz główny z barokowymi rzeźbami św. Jana Chrzciciela, św. Piotra, św. Józefa i św. Anny[11].
  - drewniana dzwonnica
  - obraz Wszystkich Świętych z 1869 roku[11].
  - rzeźby z XIX wieku, autorstwa Pawła Brylińskiego[11].

## Turystyka
- szlak rowerowy Dookoła Powiatu Ostrowskiego: Bronów – Koryta – ... – Droszew – ... – Grudzielec – Bronów (201,3 km)[12].

## Edukacja
- Szkoła Podstawowa im. Marii Konopnickiej w Droszewie

## Komunikacja publiczna
Dojazd autobusami Kaliskich Linii Autobusowych, linia podmiejska nr 17 (Kalisz – Droszew – Kotowiecko).

## Galeria

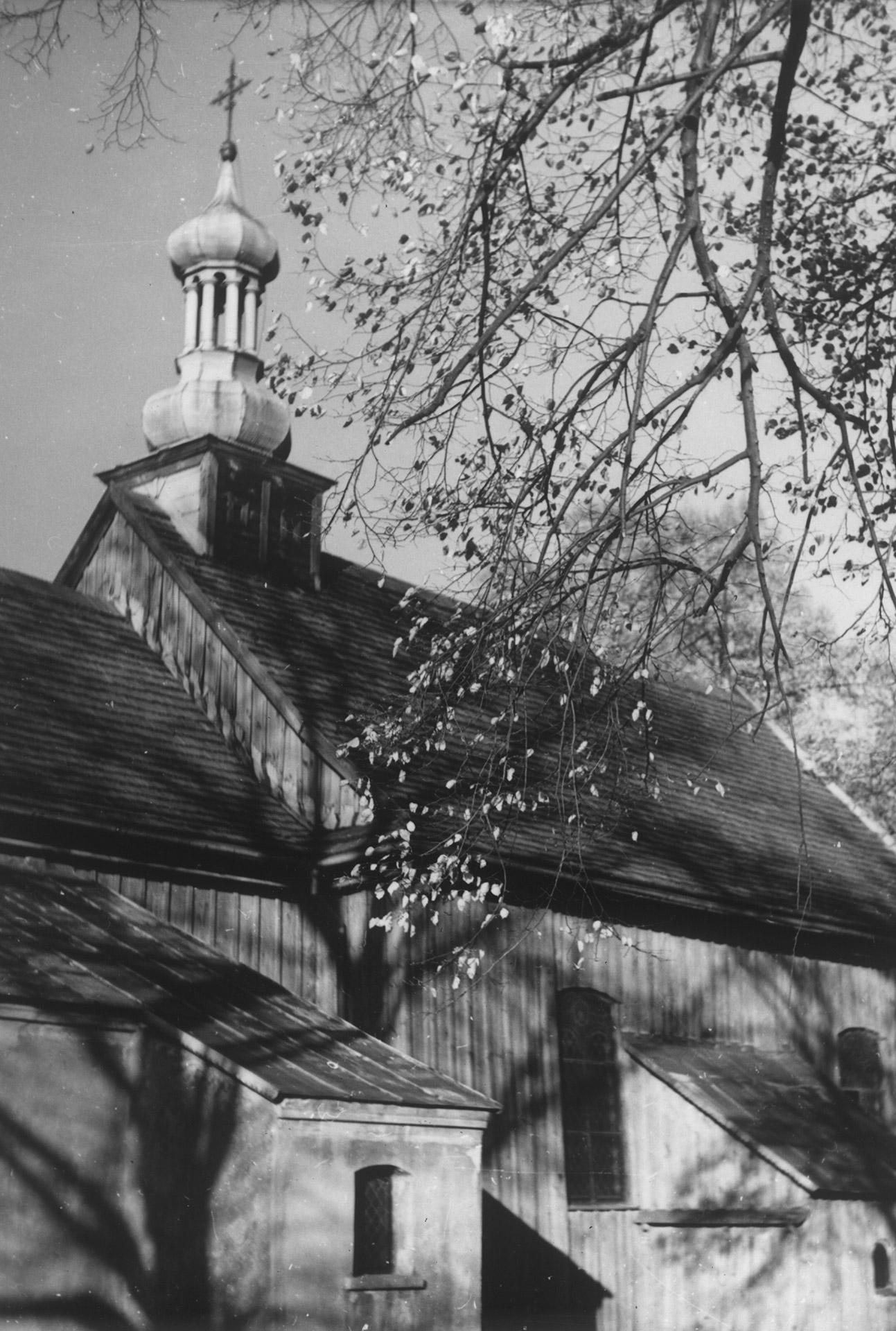
Kościół parafialny pw. Wszystkich Świętych w Droszewie
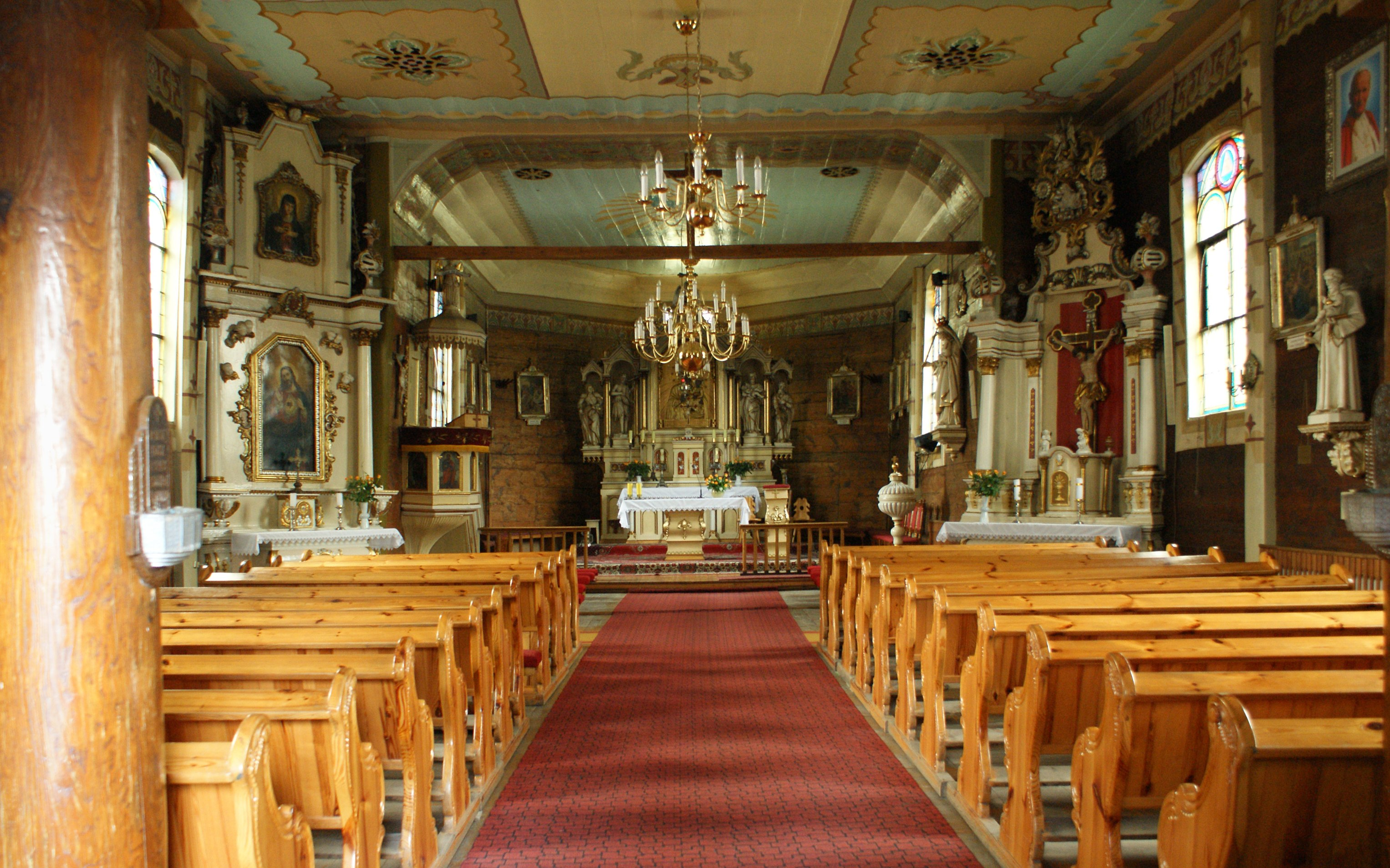
Wnętrze kościoła
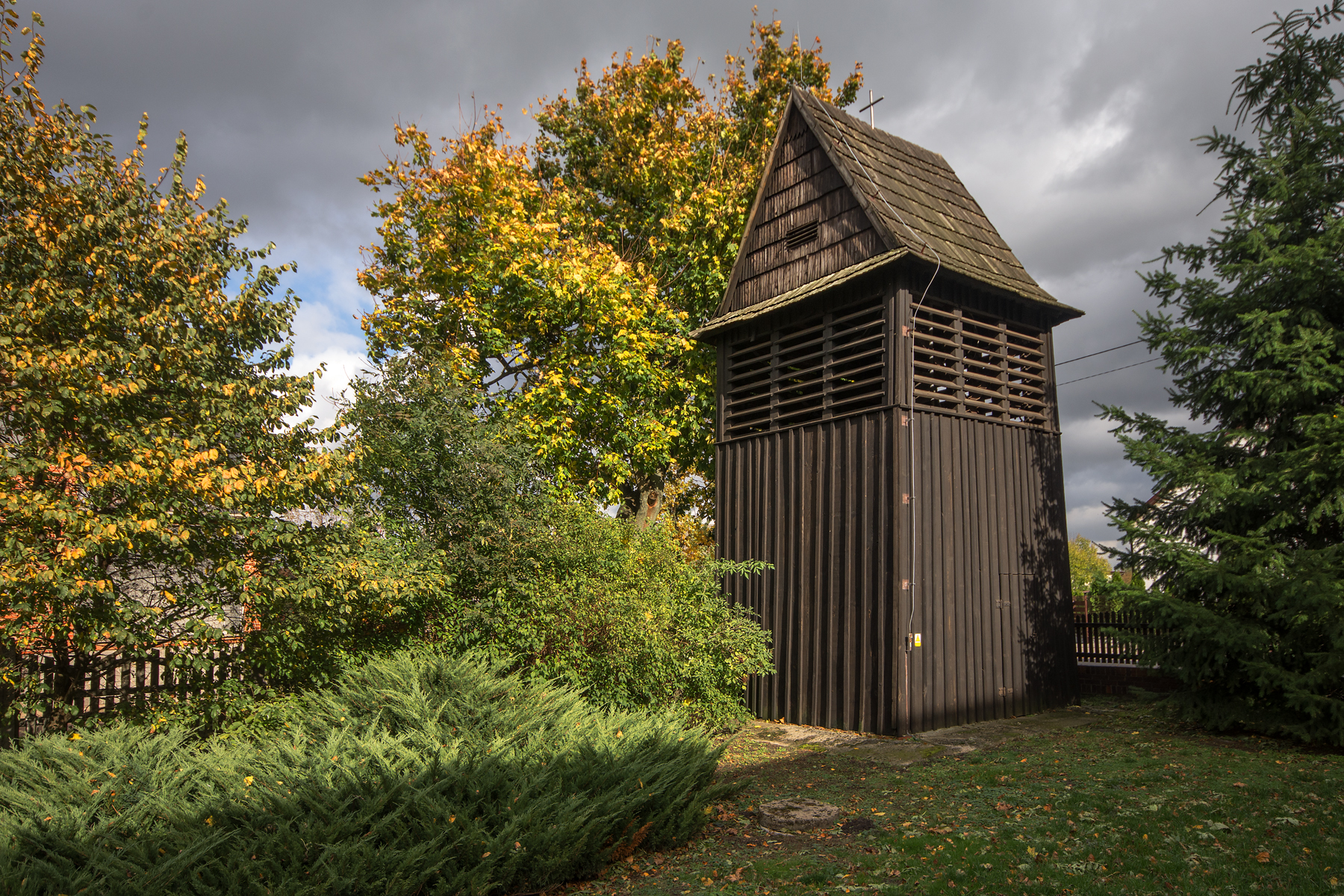
Drewniana dzwonnica
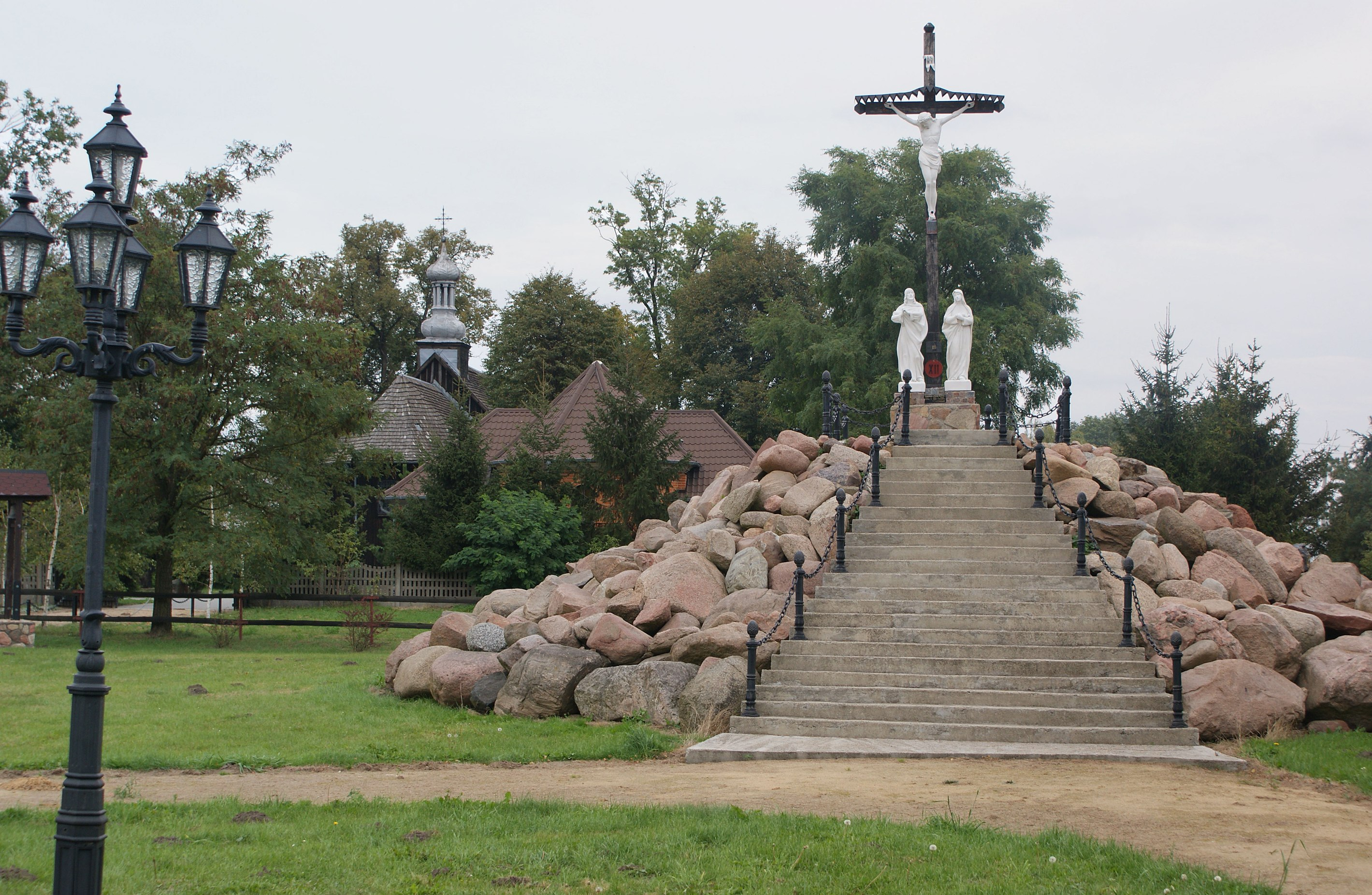
Golgota
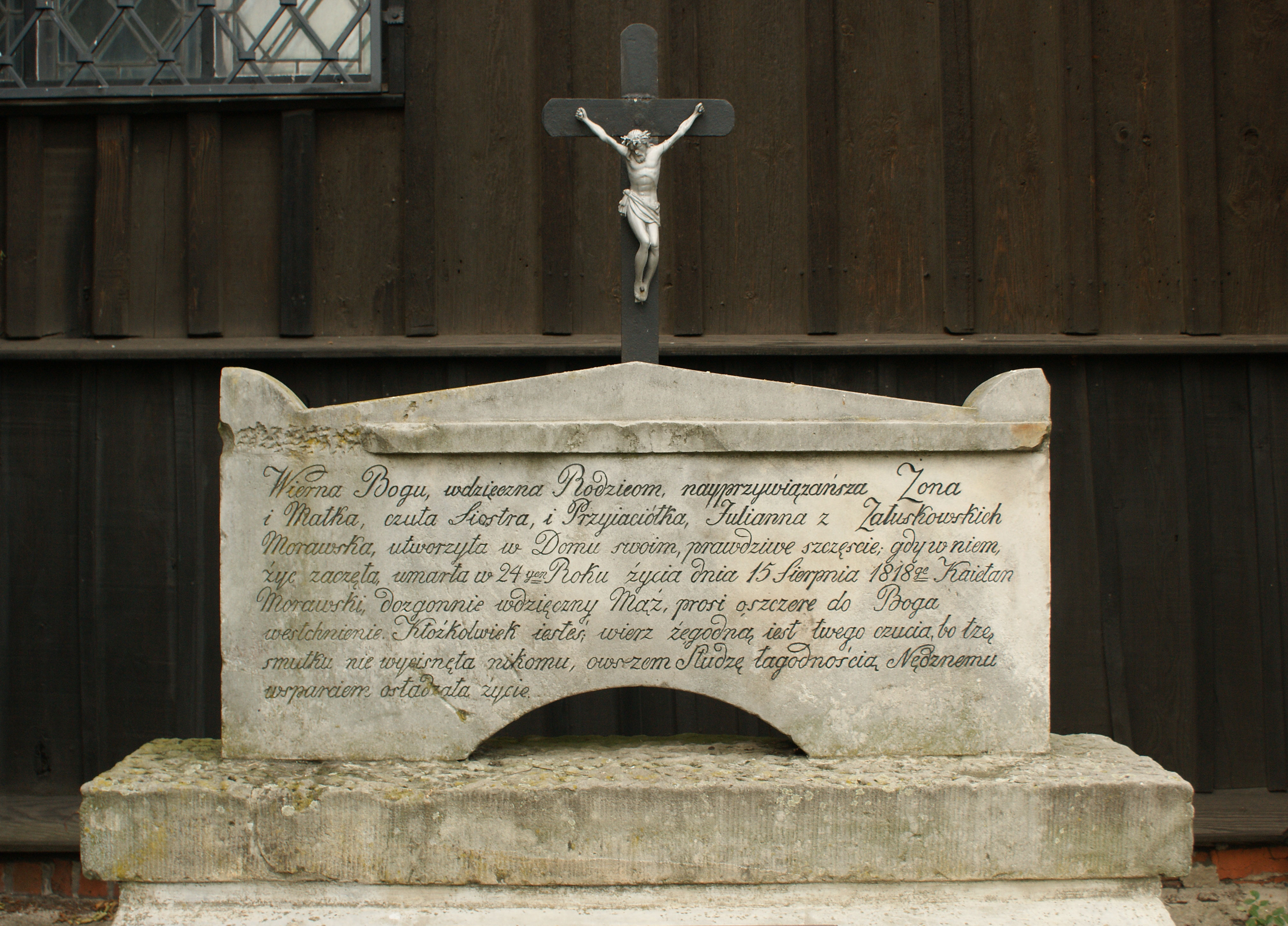
Epitafium rodziny Morawskich
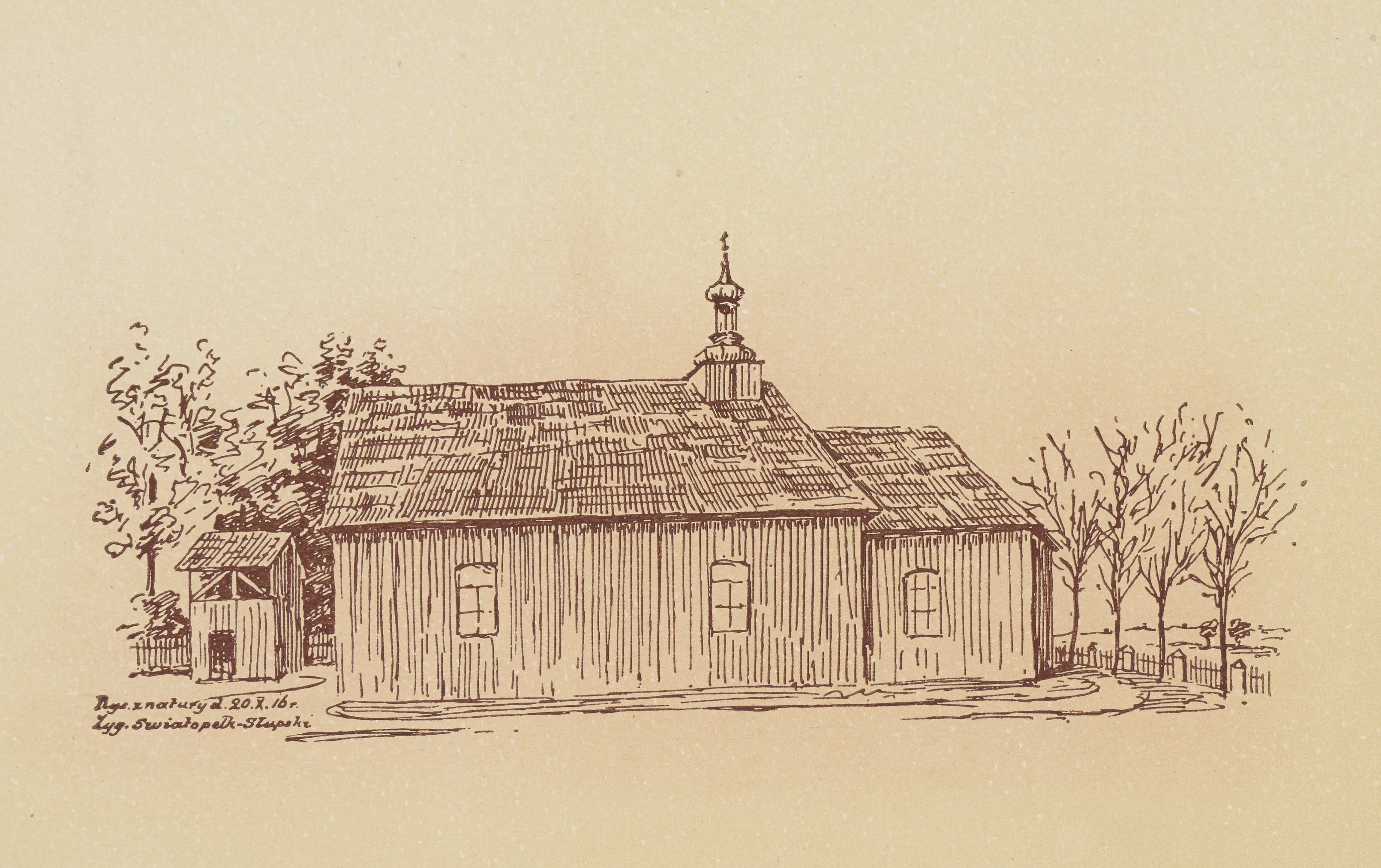
Widok kościoła przed 1917